# Mungkur (Linge)
Mungkur is een bestuurslaag in het regentschap Aceh Tengah van de provincie Atjeh, Indonesië. Mungkur telt 325 inwoners (volkstelling 2010).